# Woodin-kardinaal
In de verzamelingenleer, een deelgebied van de wiskunde, is een Woodin-kardinaal (vernoemd naar W. Hugh Woodin) een kardinaalgetal λ zodanig dat er voor alle functies
f : λ → λ
een kardinaal κ < λ bestaat waar
{f(β)|β < κ} ⊆ κ
en een elementaire inbedding
j : V → M
van V in en op een transitief inwendig model M met kritiek punt κ en waar
Vj(f)(κ) ⊆ M.